# Tralala
Tralala è un film del 2021 diretto da Arnaud e Jean-Marie Larrieu.

## Trama
Un cantautore in procinto di diventare un senzatetto vede apparire una "ragazza in blu" sul piazzale della stazione ferroviaria di Montparnasse. Colpito da quella che gli parve un'apparizione mariana, decise di andare a cercarla e si recò a Lourdes alla ricerca della Beata Vergine. Lì incontra una donna sulla sessantina che lo scambia per suo figlio, scomparso vent'anni prima negli Stati Uniti.

## Produzione
Il film è stato finanziato dal Centre national du cinéma et de l'image animée che, all'inizio del 2019, ha emesso un bando per far rivivere i film di genere e, nello specifico, il musical.